# Bruach na Frìthe
Bruach na Frìthe (que en gaélico significa "Ladera del bosque de ciervos"; se pronuncia pɾuəx nə fɾʲiː.ə) es una de las principales cumbres de la cadena montañosa de las Cuillins negras. Como el resto de la cadena, está compuesta de gabro, una roca ígnea con excelente agarre para la práctica del montañismo. El Bruach no puede verse en la popular perspectiva desde Sligachan - el pico de la derecha que es a menudo confundido con él es el más bajo Sgurr a' Bhasteir.
Esta es una de las más fáciles y probablemente la más ascendida de los picos de las Cuillins negras, pues no requiere habilidad para trepar. La ruta más sencialla asciende a través de Fionn Coire, aunque la ligeramente más dura Cresta Noroeste es también una ruta popular. Todas las rutas cruzan tierra escarpada y una pedrera.
La cumbre ofrece una de las mejores perspectivas de las Cuillin. Aunque no es el pico más alto de la cordillera, es el único que tiene un vértice geodésico

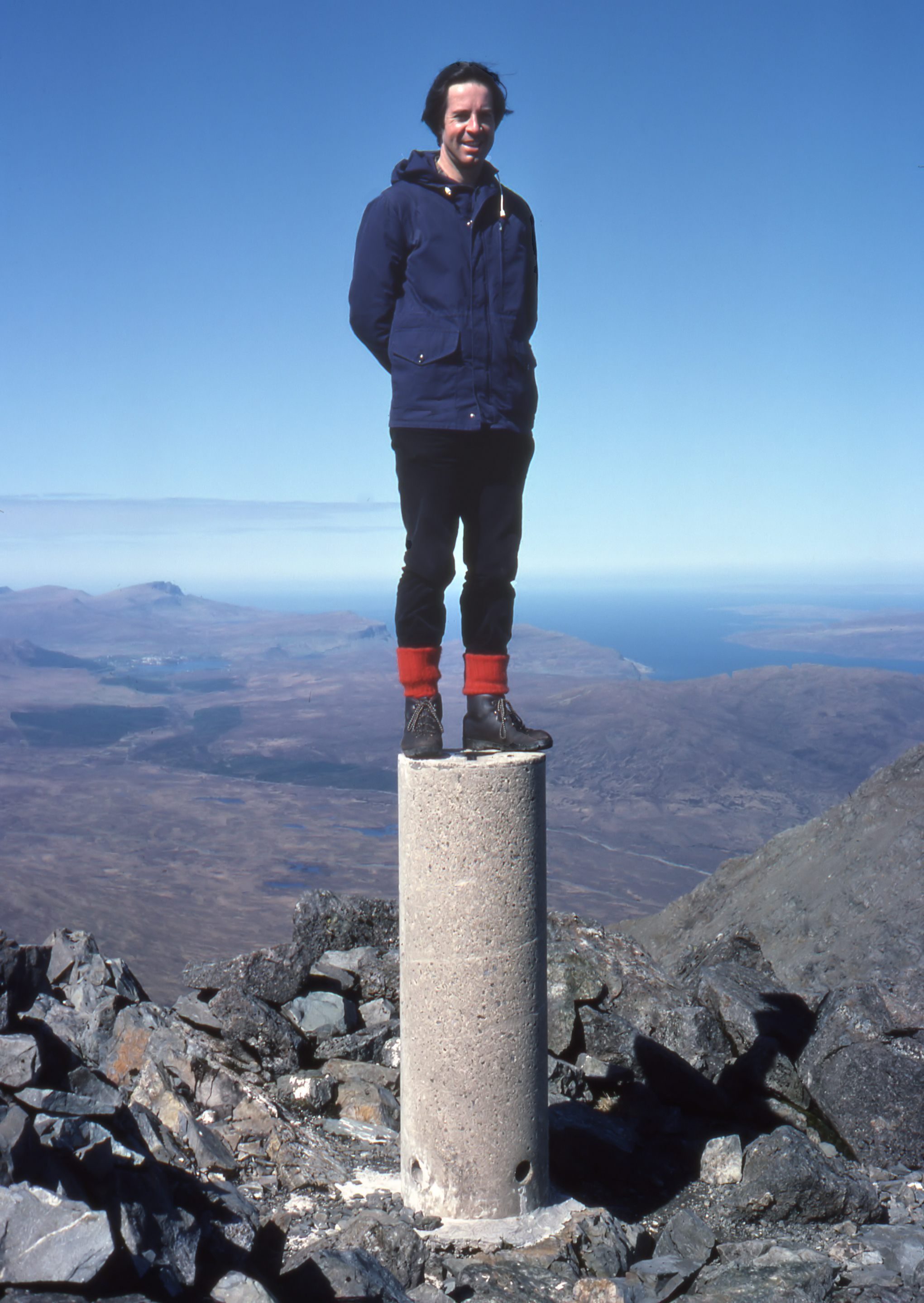
El vértice geodésico de la cumbre en el año 1976.